# تفاهم پولت و نیوکمب
توافقنامه پولت و نیوکمب، (به انگلیسی: Paulet–Newcombe Agreement)، قراردادی بود که در سال ۱۹۲۳ بین دولت‌های بریتانیا و فرانسه در مورد موقعیت و ماهیت مرز بین قیمومیت فلسطین و عراق، منتسب به بریتانیای کبیر، و قیمومیت سوریه و لبنان برای فرانسه، صورت گرفت. خط ۱۹۲۳ مرز فلسطین تحت قیمومت را از دریای مدیترانه تا الحمّه، طبریه مشخص می‌کرد. خط ۱۹۲۰ با جزئیات کمتری مرز قیمومیت فرانسه برای سوریه و لبنان را از دریای مدیترانه تا جزیره ابن عمر مشخص کرد.
نام این موافقتنامه از دو سرهنگ دوم گرفته شده است که وظیفه نقشه‌برداری دقیق خطوط مرزی و تهیه پیش نویس قرارداد را بر عهده داشتند: سرهنگ دوم فرانسوی ان. پولت و سرهنگ دوم بریتانیا اس‌اف. نیوکمب بودند.
همراه با یک قرارداد اولیه ۱۹۲۰، این توافقنامه‌ها به عنوان موافقت نامه‌های مرزی فرانسه و بریتانیا شناخته می‌شوند. مرز عراق و سوریه متعاقباً در سال ۱۹۳۲ پس از بررسی کمیسیون جامعه ملل نهایی شد.
مرزهای امروزی عراق و سوریه، اردن و سوریه و مرز اسرائیل و لبنان، جدای از مناطق مورد مناقشه در نتیجه درگیری‌های اسرائیل با لبنان و سوریه، در این قراردادها تعریف می‌شوند.

## سایکس پیکو و جنگ فرانسه و سوریه
خطی که حوزه‌های منافع بریتانیا و فرانسه را در این منطقه جدا می‌کند، برای اولین بار در قرارداد سایکس-پیکو در سال ۱۹۱۶ تعریف شد. ارتش بریتانیا در طول جنگ جهانی اول منطقه را اشغال کرد و در سال ۱۹۲۰ ارتش فرانسه به سوریه حمله کرد. در ۸ اوت ۱۹۲۰، در طول دوره بیناسلطنتی فرااردن، فرانسوی‌ها در نظر انگلیسی‌ها تأیید کردند که به خط سایکس-پیکو احترام می‌گذارند و هیچ نیروی نظامی را به جنوب منتقل نمی‌کنند.

## قرارداد دسامبر ۱۹۲۰

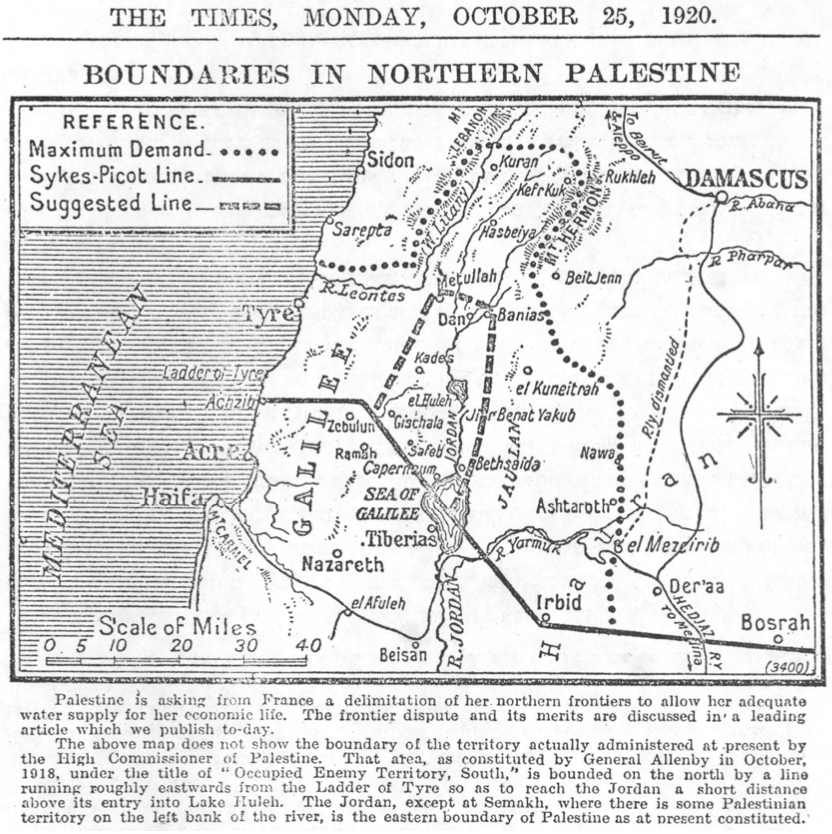
مقاله ای از تایمز، ۲۵ اکتبر ۱۹۲۰، گزارشی از بحث‌های فعال در مورد خط مرزی

مرز بین قیمومت آتی بریتانیا و فرانسه برای اولین بار در ۱۹۲۰ «کنوانسیون فرانسوی-بریتانیایی در مورد برخی از نقاط مرتبط با اختیارات سوریه و لبنان، فلسطین و بین‌النهرین» که در پاریس توسط سفیر بریتانیا در فرانسه امضا شد، تعریف شد. چارلز هاردینگ و وزیر امور خارجه فرانسه، ژرژ لیگ، در ۲۳ دسامبر 1920. این توافق بخش عمده ای از بلندی‌های جولان را در حوزه فرانسه قرار داد.
این معاهده همچنین کمیسیون مشترکی را برای حل و فصل جزئیات دقیق مرز و علامت گذاری آن بر روی زمین ایجاد کرد.
کمیسیون ۱۹۳۲ به این نتیجه رسید که توافق ۱۹۲۰ بر اساس «نقشه بین‌المللی بریتانیا ۱:۱٬۰۰۰٬۰۰۰ که در سال ۱۹۱۶ منتشر شد و در سال ۱۹۱۸ اصلاح شد»، که رسماً به عنوان آسیا ۱: ۱٬۰۰۰٬۰۰۰ شناخته می‌شود، حاصل شده است. طرح نقشه بین‌المللی که در انجمن جغرافیای سلطنتی تحت مدیریت بخش جغرافیایی ستاد کل تدوین شده است. طراحی و چاپ در دفتر جنگ، ۱۹۱۶، امروزه به عنوان «جی‌اس‌جی‌اس ۲۵۵۵» شناخته می‌شود.

## قرارداد مارس ۱۹۲۳

مرزهای منطقه دریای جلیل و بلندی‌های جولان، نشان دهنده مرزهای عثمانی، قرارداد ۱۹۲۰ و قرارداد ۱۹۲۳

کمیسیون گزارش نهایی خود را در ۳ فوریه ۱۹۲۲ ارائه کرد که شامل چند اصلاحیه بود. اصلاحات شامل این موارد بودند: 
- برای جلوگیری از شکافتن سرزمین‌های امیر محمود الفائور درقنیطره، مرز شمال شرقی به سمت غرب حرکت کرده است (کاهش مساحت فلسطین). [۸]
- مرز شمالی به سمت شمال حرکت کرد (مساحت فلسطین را افزایش داد) تا کل دریای جلیل و دره یرموک را در بربگیرد.[۹]

این موارد در ۷ مارس ۱۹۲۳، چند ماه قبل از اینکه بریتانیا و فرانسه مسئولیت‌های قیمومت خود را در ۲۹ سپتامبر ۱۹۲۳ به عهده بگیرند، با برخی اخطارها توسط دولت‌های فرانسه و بریتانیا تصویب شد.
این قراردادها خط مرز سوریه و فلسطین (مرز کنونی سوریه و اسرائیل) را بین دریای مدیترانه و شهر حمه تعیین کرده‌اند. قرارداد ۱۹۲۳ نام خود را از سرهنگ دوم فرانسوی، پولت، و سرهنگ دوم بریتانیایی، نیوکمب، گرفته است که به عنوان رهبر کمیسیون مرزی منصوب شد.

## ۱۹۳۲ کمیسیون مرزی عراق و سوریه
جامعه ملل کمیسیونی را برای بررسی مرزهای عراق و سوریه، پیش از الحاق عراق به جامعه ملل در اکتبر ۱۹۳۲ تعیین کرد. همین کمیسیون بررسی دقیق قرارداد ۱۹۲۰ را انجام داد.

## نگارخانه

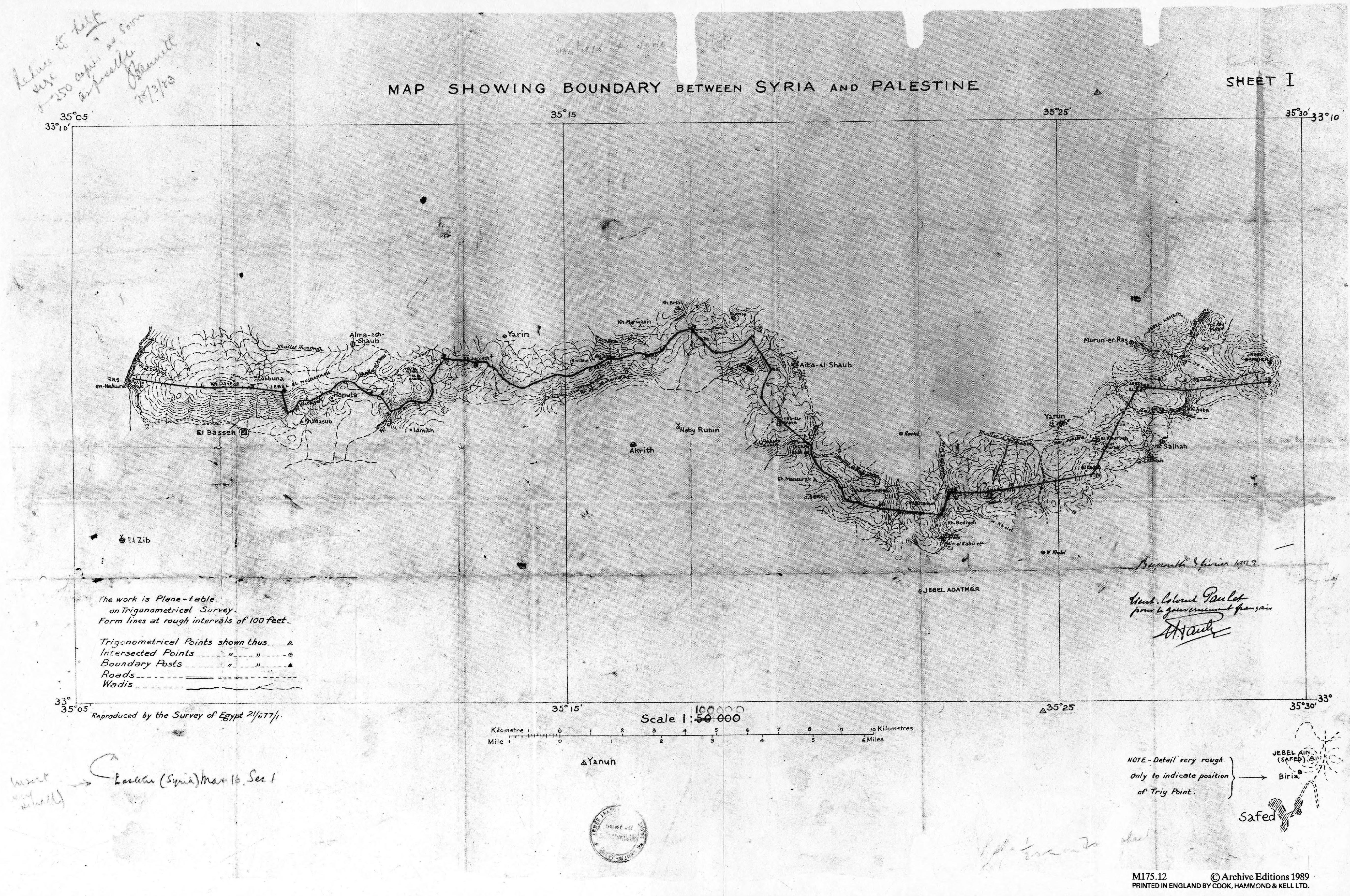
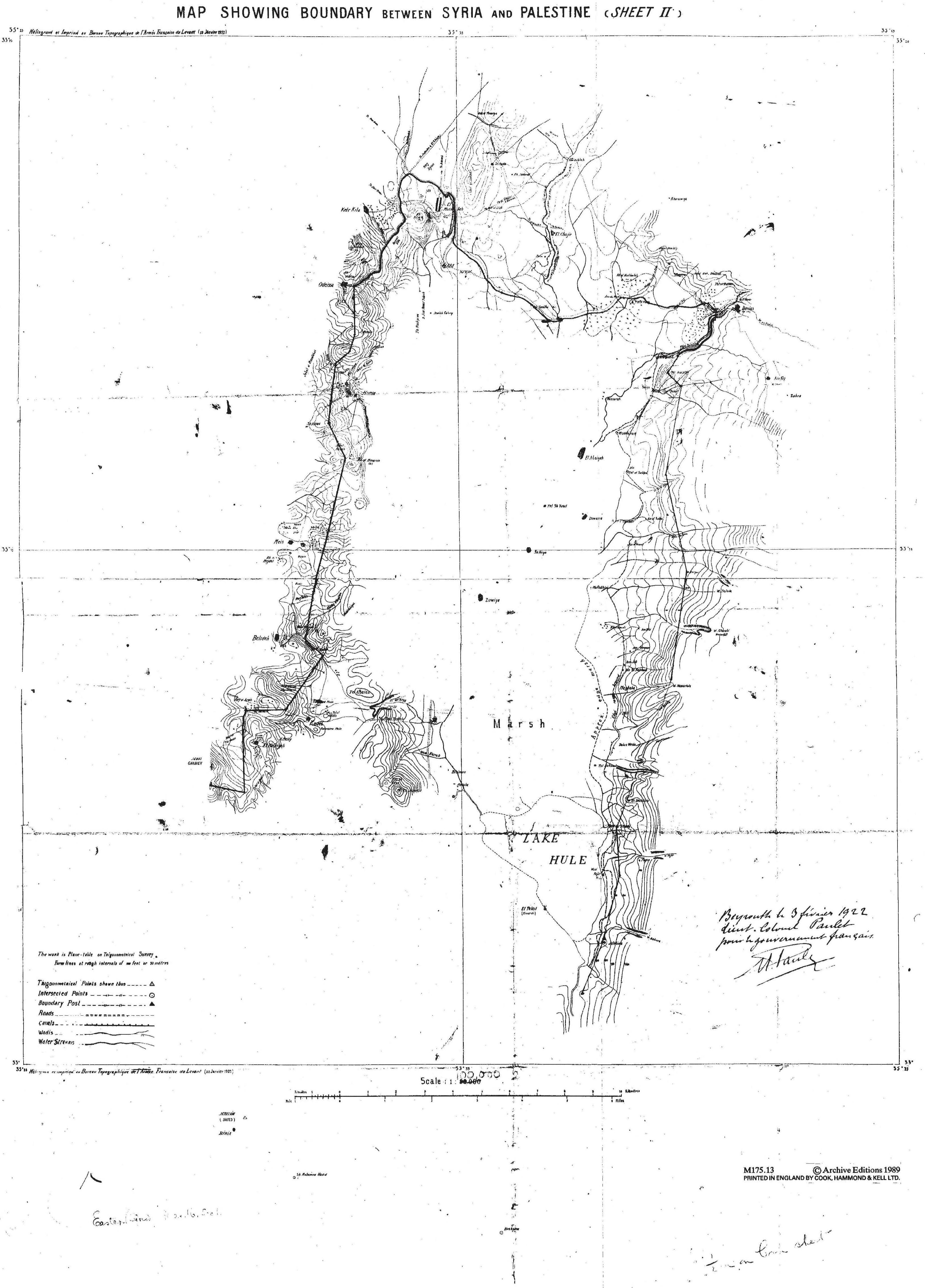
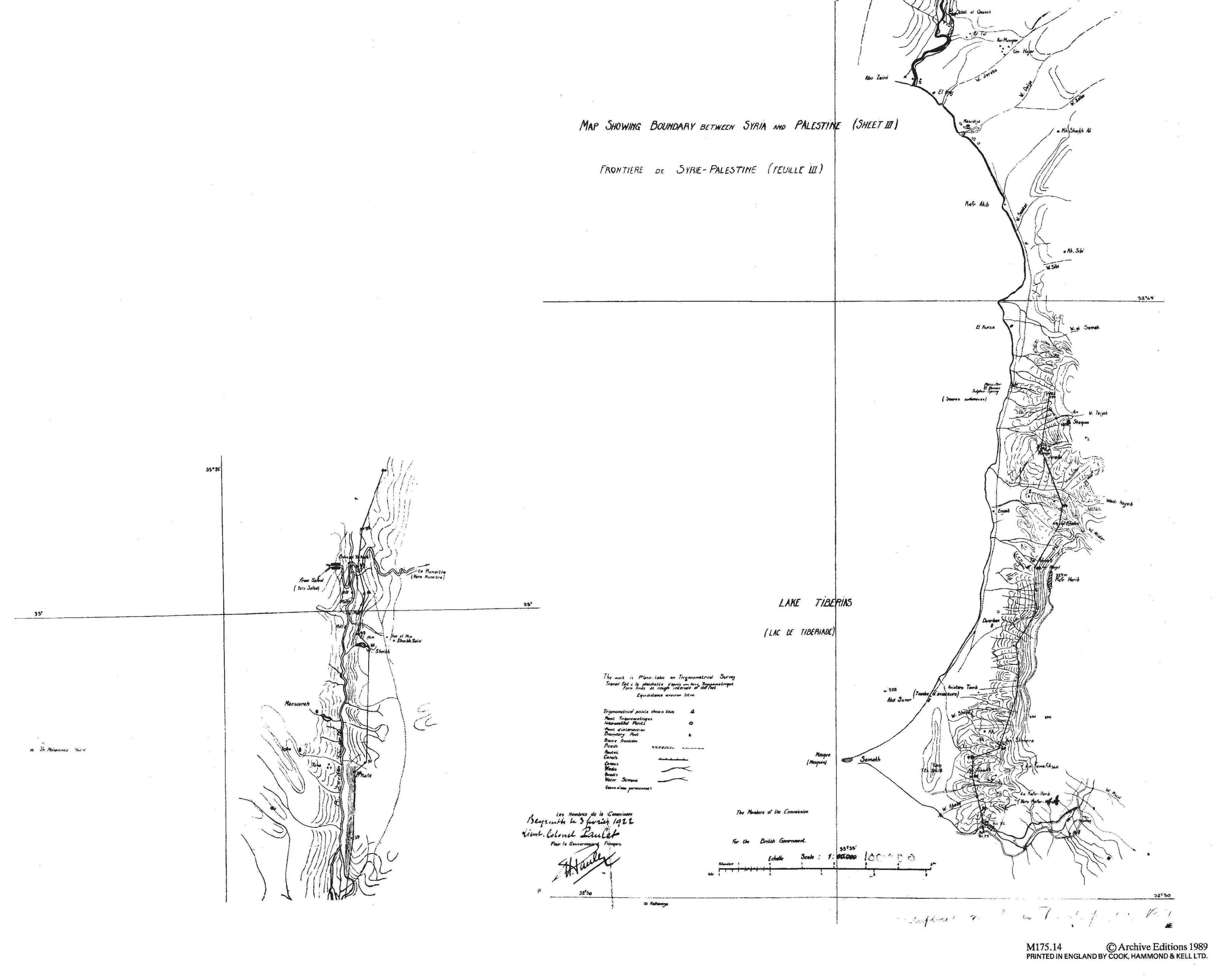

## یادداشت
1. ↑  International Boundary Study, No. 100 – May 15, 1970, Iraq – Syria Boundary بایگانی‌شده  در ۱۹ فوریه ۲۰۲۱ توسط Wayback Machine: "The boundary as it is today is based on the League of Nations Report of the Commission entrusted by the Council with the study of the Frontier between Syria and Iraq, Geneva, September 10, 1932."
2. ↑  International Boundary Study, No. 100 – May 15, 1970, Iraq – Syria Boundary بایگانی‌شده  در ۱۹ فوریه ۲۰۲۱ توسط Wayback Machine: "The boundary as it is today is based on the League of Nations Report of the Commission entrusted by the Council with the study of the Frontier between Syria and Iraq, Geneva, September 10, 1932."
3. ↑  Kakish, Daniel Moneef (2014). [URI: http://hdl.handle.net/10211.3/115511 The Invention of the Transjordanian-Syrian Border: 1915-1932] (Thesis). {{cite thesis}}: Check |url= value (help)
4. ↑  Paris, Timothy J. (23 November 2004). Britain, the Hashemites and Arab Rule: The Sherifian Solution. Routledge. p. 154. ISBN 978-1-135-77191-1. Not until 8 August did the French assure Curzon they had no intention of moving south of the Sykes-Picot line, which ran east-west on a line just south of Dir‘a.
5. 1 2  Text available in American Journal of International Law, Vol. 16, No. 3, 1922, 122–126.
6. ↑  Text available in Carnegie Endowment for International Peace, American Association for International Conciliation (1921). International conciliation, Volume 166. American Branch of the Association for International Conciliation. pp. 297–303.
7. 1 2 3  League of Nations, Report of the Commission entrusted by the Council with the Study of the Frontier between Syria and Iraq, C. 578. M. 285. 1932. VI, Geneva, September 10th, 1932
8. 1 2  Biger 2004, p. 147–8.
9. ↑  Biger 2004.
10. 1 2  Agreement between His Majesty's Government and the French Government respecting the Boundary Line between Syria and Palestine from the Mediterranean to El Hámmé. Paris, March 7, 1923., Treaty Series No. 13 (1923), Cmd. 1910. Also Louis, 1969, p. 90.
11. ↑  FSU Law بایگانی‌شده  در ۲۰۰۶-۰۹-۱۶ توسط Wayback Machine.
12. ↑  «The Seven Villages: Origins and Implication, Nicholas Blanford» (PDF). بایگانی‌شده از اصلی (PDF) در ۸ ژانویه ۲۰۱۴. دریافت‌شده در ۱۱ ژوئیه ۲۰۲۲.